# Wesmaldra splendida
Wesmaldra splendida là một loài nhện trong họ Gnaphosidae.
Loài này thuộc chi Wesmaldra. Wesmaldra splendida được Eugène Simon miêu tả năm 1908.